# Sela pri Dobovi
Sela pri Dobovi – wieś w Słowenii, w gminie Brežice. W 2018 roku liczyła 554 mieszkańców.